# Sandi Guerra
Pour les articles homonymes, voir Guerra.
Sandi Guerra, né le 17 juin 1996, est un coureur cycliste panaméen.

## Biographie
En 2023, il termine troisième de son championnat national, derrière deux coéquipiers,. L'année suivante, il devient champion d'Amérique centrale du contre-la-montre par équipes avec la délégation panaméenne. 

## Palmarès et résultats

### Par année
- 2021
  - 1rea étape de la Vuelta a Chiriquí (contre-la-montre par équipes)
- 2023
  - 3e du championnat du Panama sur route
  - 4e du championnat d'Amérique centrale sur route
- 2024
  -  Champion d'Amérique centrale du contre-la-montre par équipes

### Classements mondiaux
| Année            | 2020 | 2021 | 2022 | 2023 |
| ---------------- | ---- | ---- | ---- | ---- |
| UCI America Tour | 161e | 395e | 350e | 85e  |